# لائورا گالان
لائورا گالان (اسپانیایی: Laura Galán‎؛ زادهٔ ۱ ژانویهٔ ۱۹۸۶) بازیگر اهل اسپانیا است. وی از سال ۲۰۰۸ میلادی تاکنون مشغول فعالیت بوده است. وی بابت نقش‌آفرینی‌هایش برندهٔ جوایزی همچون جایزه گویای بهترین بازیگر جدید زن، جایزهٔ اتحادیه بازیگران و بازیگران زن و جایزهٔ حلقه نویسندگان سینمایی شده است.
از فیلم‌هایی که وی در آن‌ها نقش داشته است، می‌توان به مردی که دن کیشوت را کشت اشاره نمود.